# 패밀리 비지니스
패밀리 비지니스(Family Business)는 미국에서 제작된 시드니 루멧 감독의 1989년 범죄, 코미디 영화이다. 숀 코네리 등이 주연으로 출연하였고 로렌스 고든 등이 제작에 참여하였다.

## 출연

### 주연
- 숀 코네리
- 더스틴 호프만
- 매슈 브로더릭

### 조연
- 로잔나 드소토
- 자넷 캐롤
- 빅토리아 잭슨
- 빌 맥커천
- 데보라 러쉬

## 제작진
- 미술: 필립 로젠버그
- 의상: 앤 로스

## 한국판 성우진(KBS, 1992년 10월 4일)
- 유강진 - 제시 (숀 코네리)
- 배한성 - 비토 (더스틴 호프만)
- 최병상 - 아담 (매슈 브로더릭)
- 문옥현
- 손정아
- 안경진
- 이종구
- 임은정
- 김창주
- 유제상
- 이호인
- 윤병화
- 김익태
- 임성표
- 강은영
- 박홍식